# Henning Dyremose
Henning Dyremose, né le 22 décembre 1945 à Holstebro (Danemark), est un homme politique danois membre du Parti populaire conservateur (KF), ancien ministre et ancien député au Parlement (le Folketing). 